# Ustja (Tschortkiw)
Ustja (ukrainisch Устя; russisch Устье Ustje, polnisch Uście Biskupie) ist ein Dorf im Rajon Tschortkiw der Oblast Ternopil im Westen der Ukraine.

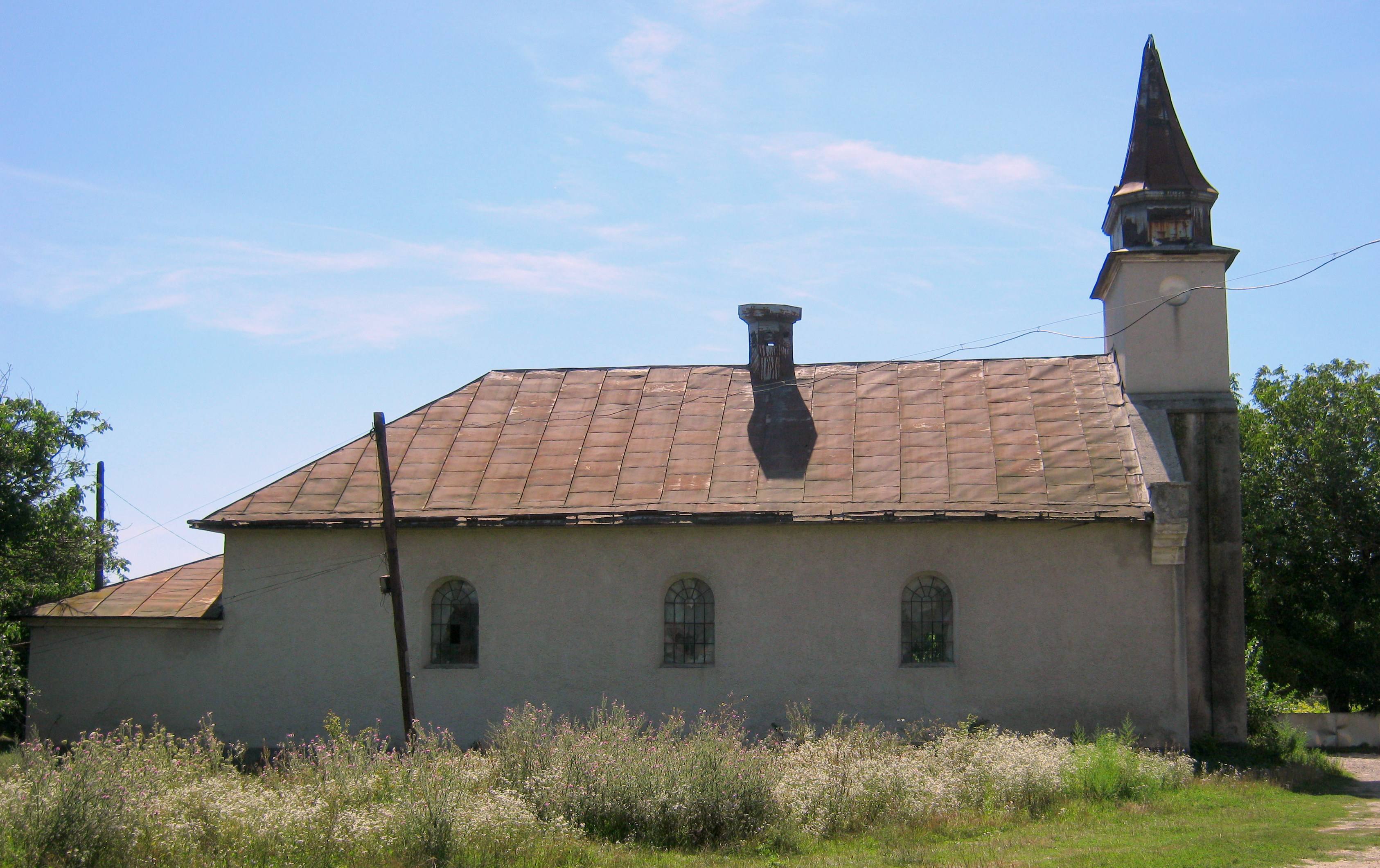
Kirche im Ort

Das Dorf liegt etwa 109 Kilometer südöstlich der Oblasthauptstadt Ternopil und 22 Kilometer südlich der ehemaligen Rajonshauptstadt Borschtschiw an der Mündung der Nitschlawa (Нічлава) in den Dnister. Am 20. Juli 2015 wurde das Dorf ein Teil der neu gegründeten Siedlungsgemeinde Melnyzja-Podilska (Мельнице-Подільська селищна громада Melnyze-Podilska selyschtschna hromada). Zuvor bildete Ustja mit dem Dorf Mychalkiw (Михалків) die gleichnamige Landratsgemeinde Ustja im Rajon Borschtschiw.
Seit dem 17. Juli 2020 ist sie ein Teil des Rajons Tschortkiw.
Ustja wurde 1469 zum ersten Mal schriftlich erwähnt, erhielt 1530 das Magdeburger Stadtrecht und lag zunächst in der Adelsrepublik Polen-Litauen, Woiwodschaft Podolien. 1772 kam der Ort als Uście zum damaligen österreichischen Kronland Galizien und wurde hier Grenzort zu Russland. Zwischen 1810 und 1815 war er kurzzeitig innerhalb des Tarnopoler Kreises ein Teil des Russischen Kaiserreiches und kam dann wieder in österreichische Hand, ab 1867 war er im galizischen Bezirk Borszczów eingegliedert. Der Ort hatte hier den Status eines Marktstädtchens, verlor diesen aber im Zuge der sowjetischen Besetzung 1939.
Nach dem Ende des Ersten Weltkrieges kam das Dorf zur Polnischen Republik (in die Woiwodschaft Tarnopol, Powiat Borszczów, Gmina Uście Biskupie), wurde im Zweiten Weltkrieg 1939 bis 1941 von der Sowjetunion und dann bis 1944 von Deutschland besetzt und hier in den Distrikt Galizien eingegliedert.
Nach dem Ende des Krieges wurde die Ortschaft der Sowjetunion zugeschlagen, dort kam das Dorf zur Ukrainischen SSR und ist seit 1991 ein Teil der unabhängigen Ukraine.